# نهائي الرابطة الجزائرية المحترفة الأولى 1963
نهائي الرابطة الجزائرية المحترفة الأولى 1963 هي المباراة النهائية من منافسة الرابطة الجزائرية المحترفة الأولى 1962–63، أقيمت المباراة في 16 يونيو 1963، في ملعب 20 أوت 1955، بين فريقي اتحاد الجزائر، ونادي مولودية الجزائر، وفاز فيها اتحاد الجزائر، بعد أن هزم نادي مولودية الجزائر، بنتيجة 3 - 0.

## تفاصيل المباراة
لعبت المباراة النهائية في 16 يونيو 1963.
| اتحاد الجزائر                                                     | 3 -0 | نادي مولودية الجزائر |
| ----------------------------------------------------------------- | ---- | -------------------- |
| عبد العزيز بن طيفور 54 دقيقة' · No ID 73 دقيقة' · No ID 85 دقيقة' |      |                      |